# Martti Aiha
 Hannu Martti Matias Aiha (né le 23 décembre 1952 à Pudasjärvi et mort le 5 mai 2023 à Porvoo ) est un sculpteur postmoderniste  finlandais,
,
,.

## Biographie
Martti Aiha a déménagé avec sa famille de Pudasjärvi en Suède en 1964.
Il a obtenu son diplôme de dessinateur industriel à l'école professionnelle de Halmstad en 1969.
Martti Aiha a étudié au  Collège des arts et métiers d'Helsinki dans les années 1970-1972 et à l'Académie des beaux-arts d'Helsinki dans les années 1972-1976.
Après avoir obtenu son diplôme, il a travaillé comme professeur à l’institut du Design de Lahti (fi) jusqu'en 1984 et comme professeur à l' Institut d'Art de Lahti (fi) au cours du semestre 1978-1979.
Dans les années 1970 et 1980, Martti Aiha a réalisé, entre autres, des autoportraits masculins à partir de structures en plâtre et en bambou utilisant des espaces ouverts. Dans les années 1980 et 1990, ses œuvres étaient caractérisées par des formes vivantes ressemblant à des flammes et par l'ornementalisme. Dans les années 1990, Martti Aiha commence également à peindre et, à la fin de la décennie, à réaliser des sculptures en bronze. Au début du XXIe siècle, il réalise, entre-autres, des structures colorées en bois, qui ont des points de communs avec le dadaïsme et le surréalisme. Martti Aiha a mentionné Max Ernst comme l'un de ses artistes préférés.

## Prix et reconnaissance
En 1982, Martti Aiha a reçu le prix Ducat de l'association des arts de Finlande et en 1992 la médaille Pro Finlandia.
L'œuvre Rumba de Martti Aiha a été choisie avec la place formée par le bâtiment résidentiel conçu par l'architecte Vesa-Pekka Tuominen comme œuvre d'art environnementale de 1994.
En 2013, Martti Aiha a reçu la médaille du Prince Eugène et une pension d'artiste (fi) en 2021.
Les œuvres de Martti Aiha peuvent être vues au musée d'art contemporain Kiasma, au musée d'art d'Helsinki, au musée d'art Amos Anderson, au musée d'art Sara Hildén et au Musée d'Art moderne d'Espoo, entre autres.
Avant sa mort, Martti Aiha vivait et travaillait à Fiskari,.

## Œuvres
Ses œuvres principales sont:
- Futura – Tuntematon, 1986–2023, Oulu
- Raja, puhtaus, totuus, 1988, Helsinki
- Futura II, 1989, Kuopio
- Blue chaos, 1990, Espoo[11]
- Rumba, 1992, Helsinki
- Seven Magical Points, 1994, Evenskjer[12]
- Mediator, 1995, Oulu
- 24 pistettä, 1992, Kerava
- Meridiem, 2008, Kotka[13]
- Kenkä-Kekarainen, 2009, Oulu
- Liaison Ouest, 2011, Helsinki

L'une de ses œuvres les plus célèbres de artti Aiha est Rumba en forme de flamme érigée à Salmisaari.
L'œuvre en aluminium mesure 15 mètres de haut.
Martti Aiha a également réalisé d'autres sculptures à grande échelle telles que Futura – Tuntematon, une sculpture en béton devant la gare routière d'Oulu.
Comme matériaux, Martti Aiha a également utilisé du plexiglas, du bois, du contreplaqué et des objets prêts à l'emploi.